# Mihai Țiu
Mihai Țiu (Bucarest, 25 de enero de 1946) es un deportista rumano que compitió en esgrima, especialista en la modalidad de florete. Ganó tres medallas en el Campeonato Mundial de Esgrima entre los años 1967 y 1970.

## Palmarés internacional
| Campeonato Mundial | Campeonato Mundial | Campeonato Mundial | Campeonato Mundial  |
| Año                | Lugar              | Medalla            | Prueba              |
| ------------------ | ------------------ | ------------------ | ------------------- |
| 1967               | Montreal (Canadá)  | Medalla de oro     | Florete por equipos |
| 1969               | La Habana (Cuba)   | Medalla de bronce  | Florete por equipos |
| 1970               | Ankara (Turquía)   | Medalla de bronce  | Florete por equipos |